# Lámpara aromática

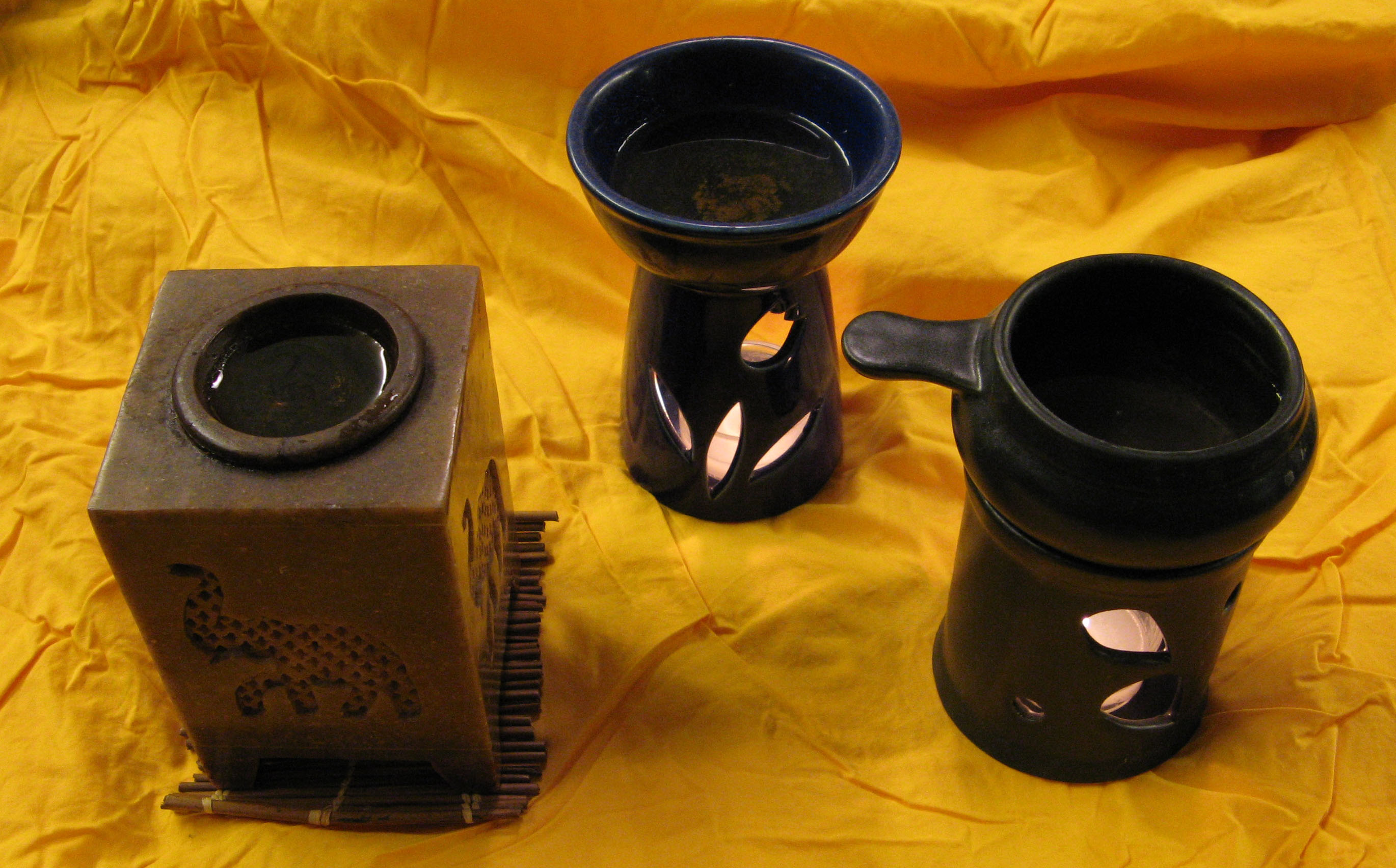
Varias lámparas aromáticas.

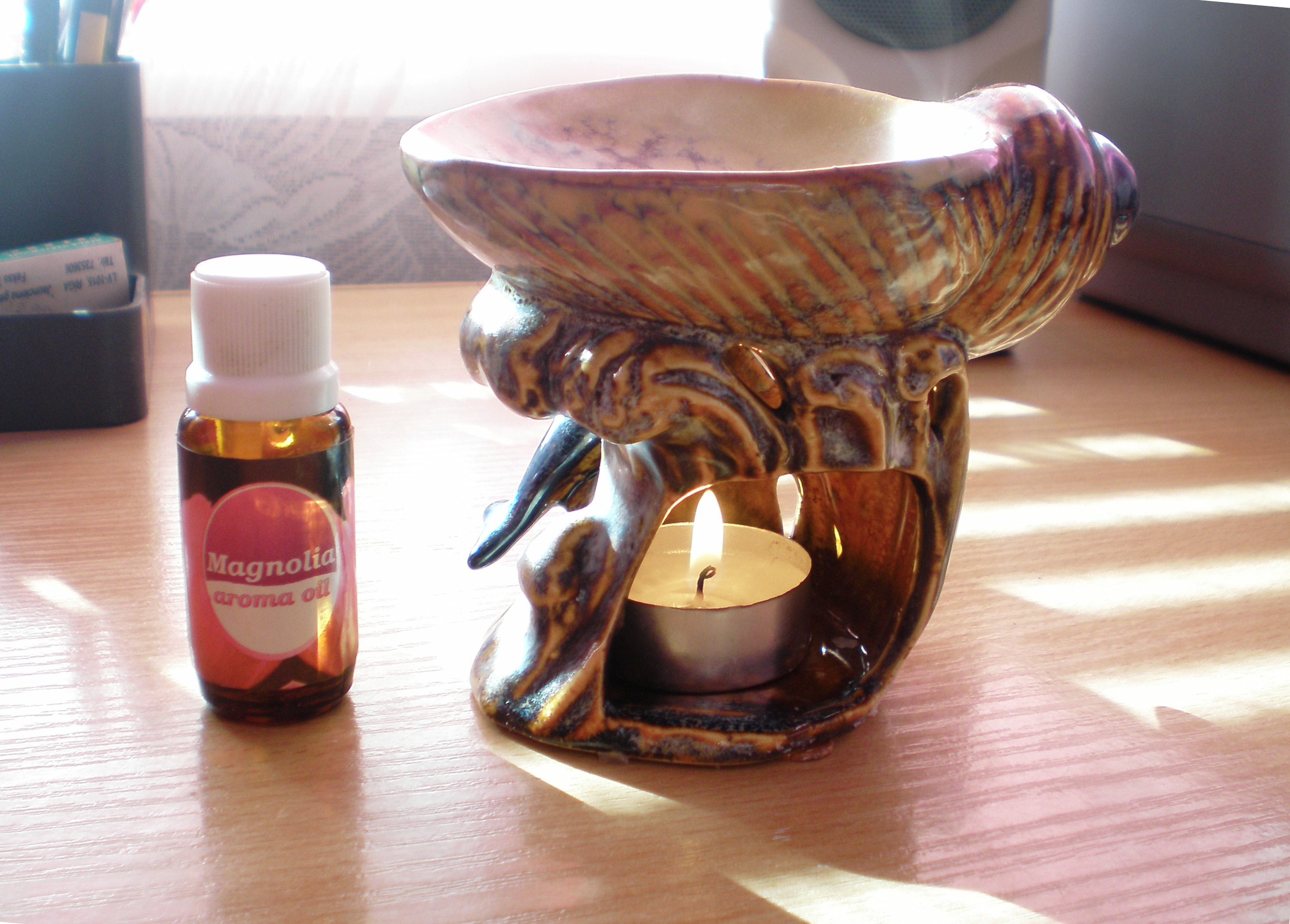
Lámpara aromática con aceite esencial.

Las lámparas aromáticas se usan para difundir los aceites esenciales en aromaterapia, usos domésticos y otros fines. Hay dos tipos diferentes de lámparas aromáticas:
- Lámparas de vela, que utilizan una pequeña vela bajo un recipiente para vaporizar una mezcla de agua y aceite.
- Lámparas eléctricas, que usan una combinación de principios eléctricos y mecánicos para vaporizar la esencia.

También se usan algunas tomas de corriente, específicamente fabricadas, que usan electricidad para calentar la muestra y lugrar su evaporación, se utilizan en combinación con lámparas de cristal de aceite perfumado, llenando la habitación con fragancia y luz. 

### Enlaces
- US patent describing the construction of an aroma lamp

- Datos: Q697973
- Multimedia: Aroma lamps / Q697973